# Hüngersdorf
Hüngersdorf is een plaats in de Duitse gemeente Blankenheim (Ahr), deelstaat Noordrijn-Westfalen, en telt 488 inwoners (2003).